# Andrea Šušnjara
Andrea Šušnjara (Split, 26 februari 1987) is een Kroatisch zangeres.

## Biografie
Šušnjara startte haar muzikale carrière in 2004 door deel te nemen aan Dora, de Kroatische preselectie voor het Eurovisiesongfestival. Met het nummer Noah eindigde ze als tweede. Vijf jaar later waagde ze wederom haar kans, ditmaal aan de zijde van Igor Cukrov. Met Lijepa Tena won ze deze voorronde, waardoor ze Kroatië mocht vertegenwoordigen op het Eurovisiesongfestival 2009, dat gehouden werd in de Russische hoofdstad Moskou. In de finale eindigde ze als achttiende.
In 2010 werd ze zangeres van de groep Magazin.
1993: Put · 
1994: Tony Cetinski · 
1995: Magazin & Lidija · 
1996: Maja Blagdan · 
1997: ENI · 
1998: Danijela · 
1999: Doris Dragović · 
2000: Goran Karan · 
2001: Vanna · 
2002: Vesna Pisarović · 
2003: Claudia Beni · 
2004: Ivan Mikulić · 
2005: Boris Novković · 
2006: Severina · 
2007: Dragonfly feat. Dado Topić · 
2008: Kraljevi Ulice & 75 Cents · 
2009: Igor Cukrov feat. Andrea Šušnjara · 
2010: Feminnem · 
2011: Daria Kinzer · 
2012: Nina Badrić · 
2013: Klapa s Mora · 
2016: Nina Kraljić · 
2017: Jacques Houdek · 
2018: Franka Batelić · 
2019: Roko · 
2021: Albina Grčić · 
2022: Mia Dimšić · 
2023: Let 3 · 
2024: Baby Lasagna · 
2025: Marko Bošnjak
- International Standard Name Identifier: 0000 0001 3128 1640
- MusicBrainz: 41efbaba-035e-4a7a-9a08-e129700625cf
- Système universitaire de documentation: 029008581
- Virtual International Authority File: 2149365866585600029